# Larry Peccatiello
Larry Peccatiello (Newark, 21 dicembre 1935) è un allenatore di football americano statunitense, ora ritirato, nella National Football League (NFL) e nella NCAA.

## Carriera
Peccatiello fu assistente allenatore dei Washington Redskins dal 1981 al 1993. Per la maggior parte del tempo il coordinatore difensivo, sia da solo che condividendo il ruolo con Richie Petitbon. Fu anche il coordinatore difensivo durante l'unica stagione da capo-allenatore di Petitbon nel 1993. Durante la stagione 1983 la difesa di Peccatiello guidò la NFL con 61 palloni strappati agli avversari. Durante i suoi anni con i Redskins contribuì alla vittoria di tre Super Bowl.
Dopo che Petitbon fu licenziato dopo la stagione 1993, il nuovo allenatore Norv Turner licenziò tutto lo staff rimanente. Dal 1994 al 1996 fu coordinatore difensivo dei Cincinnati Bengals sotto la direzione del capo-allenatore Dave Shula. Quando Shula fu licenziato dopo la stagione 1996, il nuovo allenatore Bruce Coslet cambiò interamente staff.
Dal 1997 al 2001 Peccatiello mantenne lo stesso ruolo ai Detroit Lions, dopo di che si ritirò. Inizialmente fu assunto dal capo-allenatore Bobby Ross e lavorò anche alle dipendenze di Gary Moeller quando Ross si dimise durante la stagione 2000.
Nel 2010 Peccatiello fu introdotto nella Virginia Sports Hall of Fame. Inoltre entrò a far parte della Newark, New Jersey Hall of Fame e della William & Mary Hall of Fame. Nel 2022 Peccatiello fu nominato uno dei migliori 90 membri della storia dei Reskins per il 90º anniversario della storia della franchigia.

## Palmarès
- Super Bowl : 3

Washington Redskins: XVII, XXII, XXVI (come assistente allenatore)
- National Football Conference Championship: 4

Washington Redskins: 1982, 1983, 1987, 1991 (come assistente allenatore)